# Русское время
«Ру́сское вре́мя» — русскоязычная газета, издаваемая в Париже с 1925 по 1929 год, образованная слиянием двух парижский изданий — «Вечернего времени» и «Русской газеты»

## История
В редакционной колонке первого номера «Русского времени», который вышел 10 июня 1925 года, указывалось: «"Русское время" будет неусыпно стоять на страже русских национальных интересов... будет продолжать беспощадную и непримиримую борьбу с большевиками, поработившими Россию, и со всеми их подголосками, к каким бы лагерям они не принадлежали». Эта позиция не претерпела значительных изменений за весь период издания газеты. На страницах «Русского времени» активно публиковались видные деятели Русского зарубежья: В.В. Барятинский, Е.В. Тарусский(Рышков), М.К. Первухин, А.И. Куприн, а также произведения советских писателей: М.М. Зощенко, П.С. Романова, К.А. Тренёв и др. Больше внимание уделялось и  европейским авторам - почти весь 1926 год на страницах газеты публикуется роман М. Аллена  и
П. Сувестра  «Фантомас» в безымянном переводе. С начала 1927 года газета начинает испытывать финансовые трудности,  тяжелое материальное положение вынудило издателей ограничится только воскресными выпусками. В мае 1927 года положение стабилизировалось, что позволило возобновить ежедневный выпуск газеты. Однако, уже с 1 января 1928 года вновь пришлось вернуться к еженедельному формату, пока из-за недостатка подписчиков в январе 1929 года не было принято решение закрыть «Русское время»